# Darīn Daraq
Darīn Daraq (persiska: درین درق, Darīndaraq) är en ort i Iran.   Den ligger i provinsen Östazarbaijan, i den nordvästra delen av landet, 400 km nordväst om huvudstaden Teheran. Darīn Daraq ligger 1 464 meter över havet och antalet invånare är 701.
Terrängen runt Darīn Daraq är lite kuperad.Runt Darīn Daraq är det ganska glesbefolkat, med 40 invånare per kvadratkilometer. Darīn Daraq är det största samhället i trakten. Trakten runt Darīn Daraq består i huvudsak av gräsmarker.